# Снетляге, Мария Эмилия
Матильда Генриетта Мария Элизабет Эмилия Снетляге (нем. Henriette лауреат самой первой премии Maria Elisabeth Emilie Snethlage, 1868—1929) — немецкий орнитолог, которая жила и работала в Бразилии.

## Биография
Мария Эмилия Снетляге родилась в селе Краатце, что сейчас является частью города Гранзе в семье пастора Эмиля Снетляге. Училась частно дома. В 1900 году она начала свои исследования по естествознанию, а в 1904 году написала докторскую диссертацию в университете Фрайбурга на тему прикрепления мышц у членистоногих. По рекомендации Антона Райхенова она переехала в Бразилию в 1905 году и стала помощником Эмиля Гелди. С 1914 по 1922 годы была директором музея Museu Paraense Emílio Goeldi. Тогда же потеряла фалангу среднего пальца правой руки. Ее откусила пиранья.
Мария Эмилия Снетляге является одним из самых известных орнитологов Бразилии. Она описала несколько новых видов птиц. В ее активе описание видов Myrmeciza goeldii, Myrmotherula iheringi, Myrmotherula sclateri, Phyloscartes roquettei и др. Вместе со своим племянником, антропологом доктором Генрихом Эмилем Снетляге, она исследовала бразильскую авифауну в 1920-х годах. Самая известная работа «Catalogo das Aves Amazonicas» (Каталог птиц Амазонии), 1914 года. В 1929 году умерла от порока сердца.

## Эпонимы
В честь Эмилии Снетхляге назван ряд видов животных:
- вид попугаев Pyrrhura snethlageae
- вид обезьян Mico emiliae
- вид грызунов Lonchothrix emiliae
- вид змей Atractus snethlageae
- вид ящериц Loxopholis snethlageae
- вид лягушек Pipa snethlageae
- английское название птицы Hemitriccus minor — 'Snethlage’s tody-tyrant'